# Виляни
Виляни (произношение) (на латвийски: Viļāni) е град в централна Латвия, намиращ се в историческата област Видземе и административен район Резекне. Градът се намира на около 215 km от столицата Рига. През 1928 Виляни получава статут на град. Населението му е 2891 жители (по приблизителна оценка от януари 2018 г.).